# Valdepeñas
Valdepeñas est une commune d'Espagne de la province de Ciudad Real dans la communauté autonome de Castille-La Manche.

## Géographie
Son nom signifie "la Vallée de Roches", parce qu'elle est localisée dans un large méandre calcaire du Jabalón, un affluent du Guadiana, dans une plaine au nord de la Sierra Morena.

## Histoire

### Préhistoire
Le territoire municipal abrite des nombreux restes préhistoriques, des plates-formes et des miradors situés dans les collines, datant de l'âge de Bronze de la Culture des Motillas, (entre les XIIIe et Xe siècles av. J.-C.).

### Antiquité
Huit kilomètres au sud de la ville, se trouve la ville ibère de « Cerro de las Cabezas » (la Colline des Têtes), grand oppidum ou une ville fortifiée qui possède un vrai château au sommet de la colline qu'il occupe, habité entre les VIIe et IIIe siècles av. J.-C.. C'est un vestige archéologique important avec les premières traces de la vigne dans cette région.

### Moyen Âge
La région faisait partie du taïfa de Tolède. Les inscriptions arabes et un cadran solaire sur les murs de l'Église de l'Assomption datent de cette période. Selon la tradition orale, le Calife a donné la permission aux habitants de cultiver le vignoble et de faire du vin. Les maures ont été expulsés de la ville à la fin du XVe siècle.
Par ordre de la reine Bérengère de Castille et après la bataille de Las Navas de Tolosa en 1212, les colons de plusieurs villages furent déplacés autour de l'Église de l'Assomption actuelle, qui était un vieux château.
À partir de ce moment, Valdepeñas appartint à l'Ordre de Calatrava. Les nouveaux habitants venaient des royaumes de Castille, León et d'Aragon. La communauté juive devint importante comme le montre l'existence de deux synagogues, dont une est devenue l'ermitage de Veracruz.

### Époque Moderne
Les rois catholiques, Ferdinand et Isabelle Ire de Castille, logèrent dans Valdepeñas le 18 février 1488 et y laissèrent les infants pendant la conquête de Grenade. Les Monarques ont reconnu les mérites du seigneur local, Alphonse de Merlo, et lui ont accordé le titre de Chevalier. Certains de ses descendants ont émigré au Nouveau Monde, et ont obtenu des situations importantes au Pérou et au Chili.
Des bâtiments religieux et civils furent construits dans la ville au XVIe siècle et sont encore visibles.

### La seigneurie de Valdepeñas
En 1575, Le roi Philippe II d'Espagne confia la ville à Álvaro de Bazán qui devint ainsi le premier seigneur de Valdepeñas. Ses successeurs ont promu les vins de Valdepeñas à la Cour espagnole des Autrichiens et dans tout le pays.

### Époque contemporaine

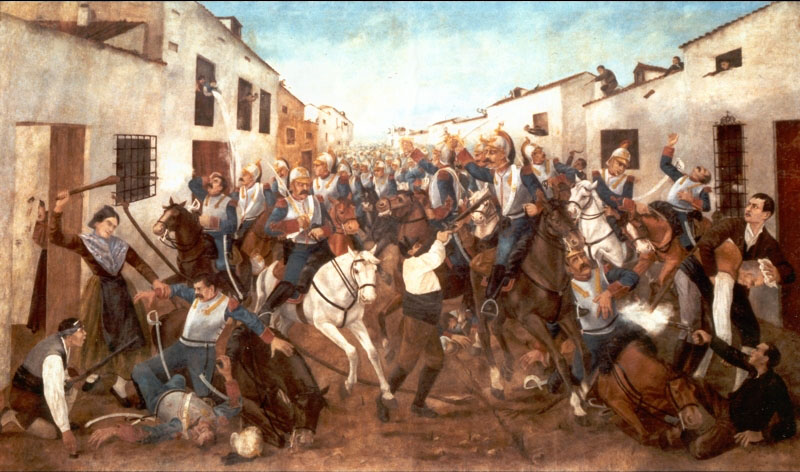
L'attaque des troupes napoléoniennes

Alors que des troupes napoléoniennes se rendaient en Andalousie comme renforts, la population entière a pris les armes pour empêcher leur passage. Le résultat fut un grand nombre de vies perdues et un combat retentissant. Les troupes ont dû reculer de la province de la Mancha. Ce retard a, sans doute, rendu plus facile la victoire des troupes espagnoles lors de la bataille de Bailén. Le roi Ferdinand VII donna à la ville le Titre de « Très Héroïque ».
Après ces événements quelques habitants de Valdepeñas ont participé se sont battus contre les troupes Napoléoniennes dans la Guerre d’Indépendance.
Au début du XXe siècle, l'apparition du Phylloxera a mené à l'introduction du vignoble américain résistant, mais cela n'a changé beaucoup l'économie locale. La Guerre civile espagnole a cassé ce développement et la population de la ville a diminué. Des années 1940 aux années 1970, les seules activités économiques étaient l'agriculture et l'industrie familiale traditionnelle du vin, un phénomène commun dans l'Espagne centrale. Dans les années 1980, la viticulture s'est modernisée en incluant les nouvelles sortes de raisins et l'introduction de techniques dans la production de vin.

## Économie
La ville possède de grandes distilleries, des tanneries, des minoteries, des coopératives et d'autres usines, mais la production de vins rouges demeure l'activité majeure. La ville est célèbre pour ses vins et elle est le centre d'un quartier en croissance de raisin. On exploite également des sources minérales chaudes.
Récemment, en plus de l'industrie alimentaire et du vin, se sont créées des petites et moyennes industries situées dans plusieurs parcs industriels. Elles incluent :
- Une usine de production et de recherche de systèmes dans la Haute Technologie Électronique ;
- Un centre logistique pour camions.

## Administration
| Période                                  | Période | Identité | Étiquette | Qualité |
| ---------------------------------------- | ------- | -------- | --------- | ------- |
|                                          |         |          |           |         |
| Les données manquantes sont à compléter. |         |          |           |         |

### Jumelage
- Cognac (France)

## Sports

### Arrivées duTour d'Espagne
- 2003 :  Alessandro Petacchi
- 2000 :  Jans Koerts

## Personnalités nées dans la ville
- Bernardo de Balbuena, poète (1562-1627).
- Alonso de Córdoba (es), conquistador (1505-1589).
- Luis Merlo de la Fuente (es), gouverneur du Chili en 1610.
- Juana Galán, héroïne de la guerre d'indépendance en 1808.
- Gregorio Prieto (1897-1992), peintre